# Кедровый (Ханты-Мансийский автономный округ)
Кедро́вый — посёлок в Ханты-Мансийском районе Ханты-Мансийского автономного округа. Находится приблизительно в 100 км от города Ханты-Мансийска вниз по течению рек Иртыш и Обь. Посёлок Кедровый является административным центром муниципального образования «Сельское поселение Кедровый» куда так же входит село Елизарово.

## Администрация
Глава сельского поселения — Воронов И.Г.

## Место расположения
Кедровый находится от города Ханты-Мансийска на расстоянии 100—114 км на правом берегу реки Обь. От места слияния Оби с Иртышом — 86 км.

## Климат
Климат резко континентальный, зима суровая, с сильными ветрами и метелями, продолжающаяся шесть месяцев. Лето относительно тёплое, продолжительное..

## Сайты ХМАО
- http://admhmao.ru/
- http://hmrn.ru/